# Minoría modelo
Una minoría modelo o minoría modélica es un grupo demográfico  (basado en características como su etnicidad, nacionalidad, orientación sexual o religión) de quien se percibe que sus miembros consiguen un éxito socioeconómico más alto que la media del resto de la población. Este éxito se suele comparar por el nivel de ingresos, el nivel educativo, una criminalidad baja o una alta estabilidad familiar.
El concepto es polémico, en tanto que históricamente se ha sugerido que estas minorías no necesitan de ninguna acción gubernamental para ajustar sus disparidades socioeconómicas o para afrontar la discriminación a la que se ven sometidas.